# Estación de Saint Pancras

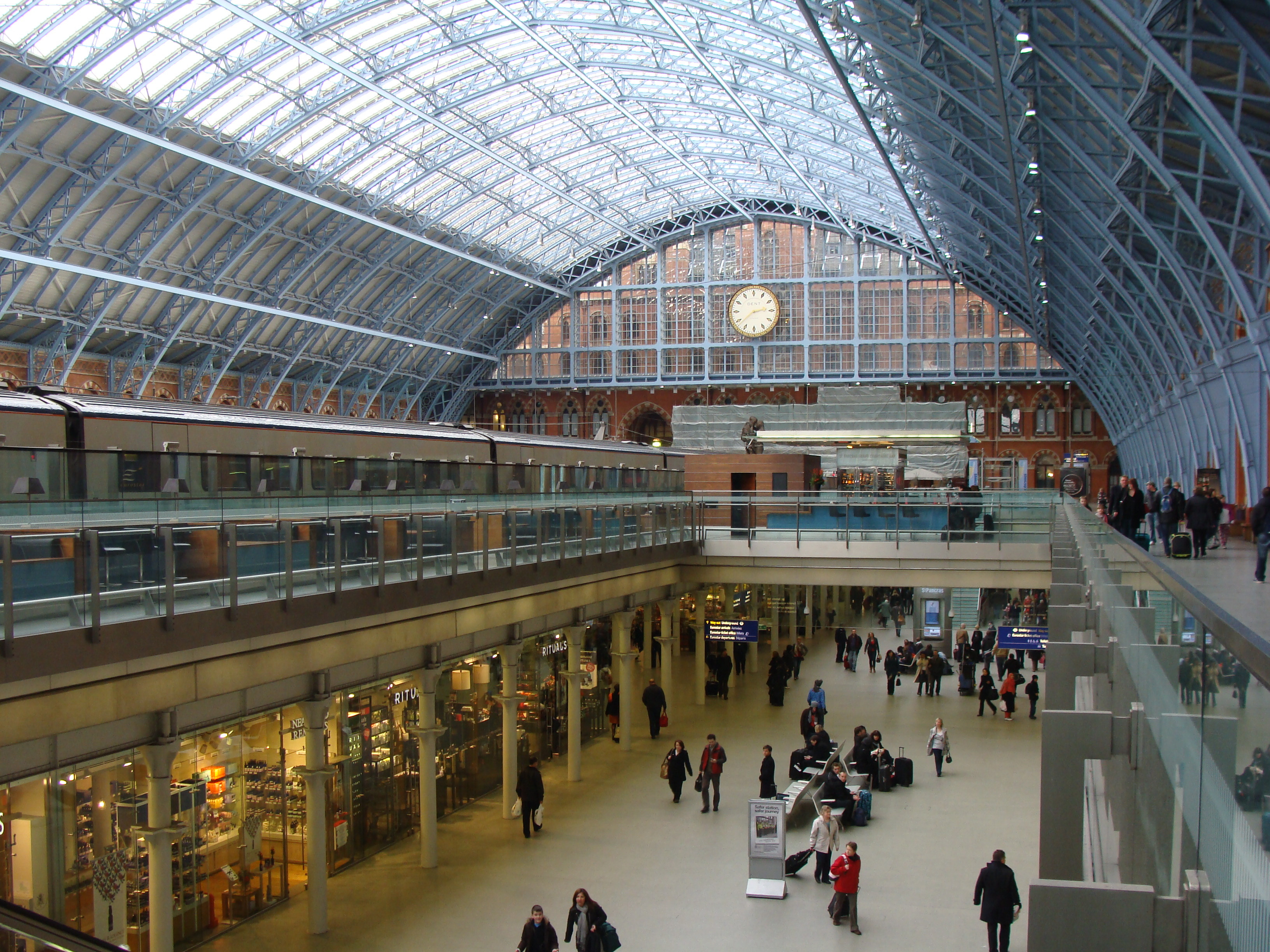
Interior de la estación.

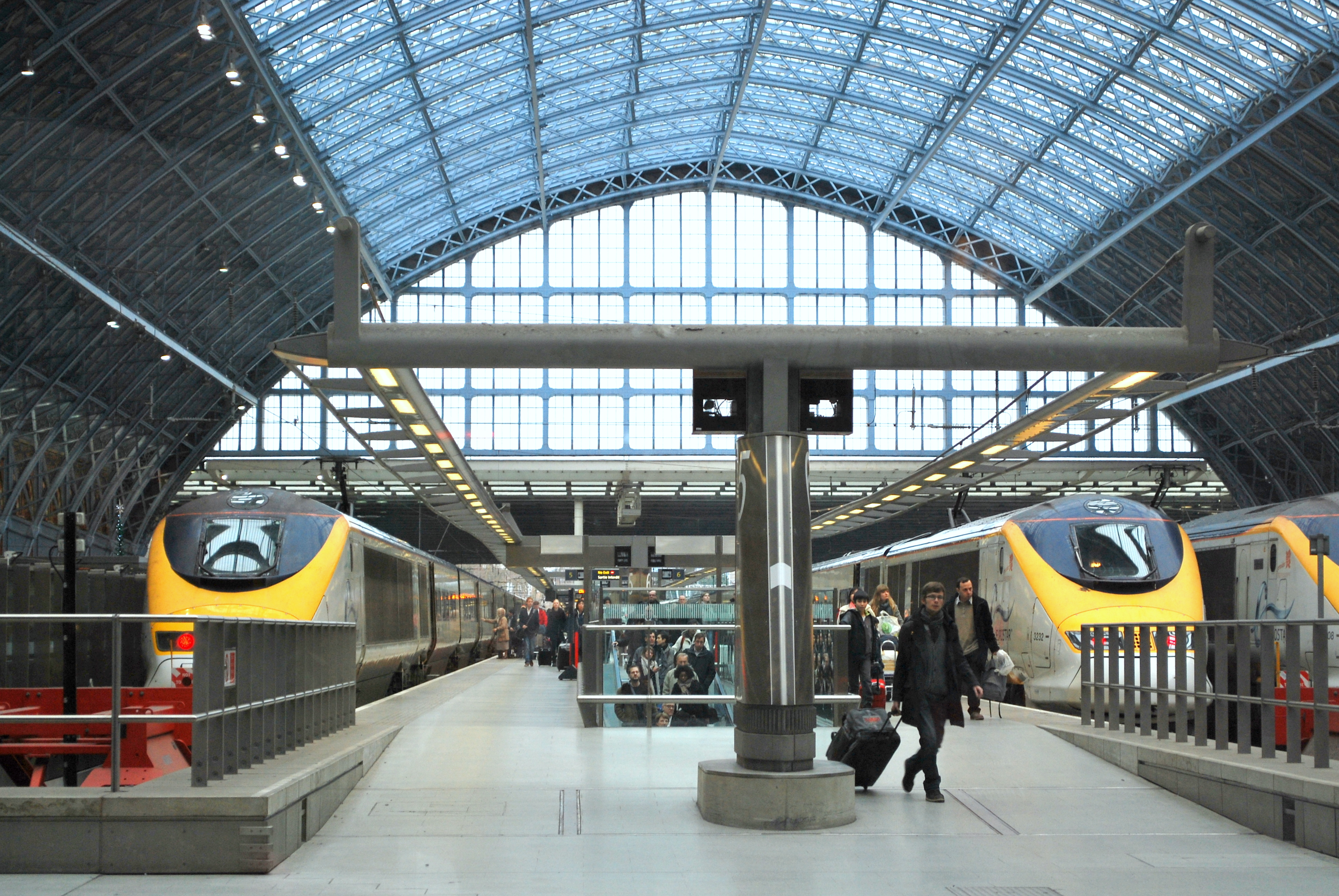
Trenes Eurostar en la estación St. Pancras International

La Estación de St. Pancras es una estación de ferrocarril ubicada en el norte de Londres, en el distrito de Camden, entre el edificio de la nueva Biblioteca Británica al oeste y la estación de King's Cross al este. Es la cabecera sur de la Midland Main Line y el principal punto de partida desde Londres de los servicios ferroviarios hacia East Midlands, hacia Sheffield vía Leicester y hacia otras partes de Yorkshire.

## Operaciones actuales

### Servicios nacionales
St. Pancras es la cabecera de la Midland Main Line, servicios ferroviarios operados por Midland Mainline con rutas a las regiones de Midlands Orientales y Yorkshire, incluyendo Luton, Bedford, Kettering, Wellingborough, Market Harborough, Leicester, Loughborough, Beeston, Nottingham, Long Eaton, Derby, Chesterfield y Sheffield.

### Servicios internacionales
El edificio principal se utiliza como cabecera de los servicios de trenes Eurostar desde el 14 de noviembre de 2007, fecha de finalización de la nueva infraestructura ferroviaria denominada “High Speed 1” o “HS1”. 
El CTRL es una línea ferroviaria de alta velocidad que une Londres con el extremo británico del Eurotúnel.

## Remodelación de la estación
Simultáneamente a la construcción del CTRL se sometió al edificio de la estación a un proceso de renovación, ya que se iba a transformar en la terminal londinense de los servicios ferroviarios de alta velocidad.
Los responsables de la estación, construida en 1868, presentaron el 14 de noviembre de 2007 las nuevas instalaciones, desde las que parten los trenes de alta velocidad Eurostar.
Para el nuevo St. Pancras, el artista británico Paul Day, quien reside en Francia y es autor del monumento londinense que recuerda el desarrollo de la Segunda Guerra Mundial en Reino Unido, ha diseñado una escultura de bronce de nueve metros de altura en la que se puede ver besándose a una pareja de jóvenes enamorados. La escultura reflejará la idea de lugar de encuentro entre personas.

## Curiosidades
Su fachada gótica aparece en la saga de películas de Harry Potter como si se tratase de King's Cross, estación vecina pero menos llamativa arquitectónicamente, que en la historia es de donde parte el Expreso de Hogwarts.
También acogió el rodaje del videoclip de la canción Wannabe de las Spice Girls.
La estación es mencionada al final de la historia  Gordon Goes Foreign, perteneciente la colección de historias de “The Railway Series”.